# Schwedischer Fußballpokal der Männer 2015/16
Der schwedische Fußballpokal 2015/16 (auch Svenska Cupen 2015/16 genannt) war die 60. Austragung des Fußballpokalwettbewerbs der Männer. Die 1. Runde begann am 9. Juni 2015. Das Finale fand am 5. Mai 2016 im Swedbank Stadion in Malmö statt. Titelverteidiger war der IFK Göteborg.
Pokalsieger wurde der BK Häcken, der das Finale gegen Malmö FF mit 6:5 im Elfmeterschießen gewann, nachdem das Spiel nach regulärer Spielzeit und Verlängerung 2:2 endete. Der Sieger qualifizierte sich damit für die 2. Qualifikationsrunde der UEFA Europa League 2016/17.

## Modus
Die K.-o.-Spiele wurden in einer Begegnung entschieden. Bei unentschiedenem Ausgang gab es eine Verlängerung von zweimal 15 Minuten und gegebenenfalls ein Elfmeterschießen. In der 1. Runde traten 64 Mannschaften der dritten Spielklasse oder darunter gegeneinander an. Den Siegern wurde in der 2. Runde, jeweils nach Nord und Süd getrennt, ein Verein der Allsvenskan bzw. der Superettan zugelost.
Die 32 Sieger qualifizierten sich für die Gruppenphase. In jeder Gruppe wurden zwei gesetzte und zwei ungesetzte Mannschaften gelost. Dort spielte jedes Team in einer einfachen Runde gegen die anderen drei Gruppengegner. Die Gruppensieger erreichten das Viertelfinale. In allen K.-o.-Runden hatten unterklassige Vereine Heimrecht.

## Teilnehmer
| Fotbollsallsvenskan (16) (Level 1) | Fotbollsallsvenskan (16) (Level 1)                                                                                               | Superettan (16) (Level 2) | Superettan (16) (Level 2) |
| --- | --- | --- | --- |
| - Åtvidabergs FF - Djurgårdens IF - IF Elfsborg - Falkenbergs FF - Gefle IF - IFK Göteborg - BK Häcken - Halmstads BK                               | - Hammarby IF - Helsingborgs IF - Kalmar FF - Malmö FF - IFK Norrköping - AIK Solna - GIF Sundsvall - Örebro SK                  | - Ängelholms FF - Assyriska FF - IF Brommapojkarna - Degerfors IF - IK Frej - GAIS Göteborg - Jönköpings Södra IF - Ljungskile SK                                                            | - Mjällby AIF - Östersunds FK - IK Sirius - Syrianska FC - AFC United - Utsiktens BK - Varbergs BoIS - IFK Värnamo                                                               |
| Division 1 (19) (Level 3) | Division 1 (19) (Level 3) | Division 2 (25) (Level 4) | Division 2 (25) (Level 4) |
| - Akropolis IF - IK Brage - Carlstad United BK - Eskilsminne IF - BK Forward - IS Halmia - Huddinge IF - Husqvarna FF - Kristianstad FC - IFK Luleå | - Norrby IF - Örgryte IS - Oskarshamns AIK - Östers IF - Södertälje FK - Trelleborgs FF - Upsala IF - Vasalunds IF - Västerås SK | - IFK Aspudden-Tellus - Assyriska BK - BW 90 IF - Ekerö IK - Enskede IK - Gamla Upsala SK - FC Gute - Härnösands FF - Högaborgs BK - FC Höllviken - Nacka FF - BKV Norrtälje - IFK Östersund | - FC Rosengård 1917 - Sandvikens IF - Selånger FK - Skövde AIK - Söderhamns FF - Sollentuna FF - IF Sylvia - Team TG FF - Tenhults IF - FC Trollhättan - Tvååkers IF - Upsala IF |
| Division 3 (10) (Level 5) | Division 3 (10) (Level 5) | Division 4 (10) (Level 6) | Division 4 (10) (Level 6) |
| - Götene IF - Hittarps IK - Husie IF - FBK Karlstad - Lunden ÖBK                                                                                    | - Melleruds IF - Nybro IF - Råslätts SK - Vara SK - IK Virgo                                                                     | - BK Astrio - Danderyds SK - Herrestads AIF - Kuddby IF - Mörrums GoIS | - Somaliska UF - Torstorps IF - Triangelns IK - Ursvik IK - KF Velebit |

## 1. Runde
Teilnehmer: 19 Vereine der Division 1, 25 Vereine der Division 2, 10 Vereine der Division 3 und zehn Vereine der Division 4. (Die Ligastufe ist in Klammern angegeben). 
| Datum      |                          | Ergebnis              |                          |
| ---------- | ------------------------ | --------------------- | ------------------------ |
| 09.06.2015 | KF Velebit (VI)          | 1:2                   | Örgryte IS (III)         |
| 10.06.2015 | Team TG FF (IV)          | 2:1                   | IFK Luleå (III)          |
| 10.06.2015 | Danderyds SK (VI)        | 1:5                   | BKV Norrtälje (IV)       |
| 16.06.2015 | Råslätts SK (V)          | 0:5                   | Husqvarna FF (III)       |
| 17.06.2015 | IFK Aspudden-Tellus (IV) | 2:4                   | Enskede IK (IV)          |
| 23.06.2015 | BK Astrio (VI)           | 1:2                   | IS Halmia (III)          |
| 21.07.2015 | Hittarps IK (V)          | 3:0                   | Högaborgs BK (IV)        |
| 22.07.2015 | Tenhults IF (IV)         | 4:1                   | Skövde AIK (IV)          |
| 28.07.2015 | FBK Karlstad (V)         | 0:3                   | BK Forward (III)         |
| 28.07.2015 | Götene IF (V)            | 4:1                   | Skövde AIK (IV)          |
| 29.07.2015 | Söderhamns FF (IV)       | 3:1                   | Selånger FK (IV)         |
| 30.07.2015 | Kuddby IF (VI)           | 2:3                   | IF Sylvia (IV)           |
| 01.08.2015 | Mörrums GoIS (VI)        | 00:10                 | Kristianstad FC (III)    |
| 01.08.2015 | Torstorps IF (VI)        | 2:1                   | Triangelns IK (VI)       |
| 04.08.2015 | Upsala IF (IV)           | 2:2 n. V. (2:4 i. E.) | Västerås SK (III)        |
| 04.08.2015 | Ursvik IK (VI)           | 2:3                   | Ekerö IK (IV)            |
| 04.08.2015 | Somaliska UF (VI)        | 3:2                   | Östers IF (III)          |
| 04.08.2015 | Herrestads AIF (VI)      | 0:3                   | FC Trollhättan (IV)      |
| 04.08.2015 | IK Virgo (V)             | 2:4                   | Assyriska BK (IV)        |
| 04.08.2015 | Lunden ÖBK (V)           | 2:1                   | Tvååkers IF (IV)         |
| 04.08.2015 | BW 90 IF (IV)            | 1:5                   | Trelleborgs FF (III)     |
| 04.08.2015 | FC Rosengård 1917 (IV)   | 1:4                   | Eskilsminne IF (III)     |
| 05.08.2015 | Husie IF (V)             | 0:4                   | FC Höllviken (III)       |
| 05.08.2015 | Gamla Upsala SK (IV)     | 0:4                   | Akropolis IF (III)       |
| 05.08.2015 | IFK Östersund (IV)       | 3:5 n. V.             | Härnösands FF (IV)       |
| 05.08.2015 | Sandvikens IF (IV)       | 1:3                   | IK Brage (III)           |
| 05.08.2015 | Sollentuna FF (IV)       | 3:2 n. V.             | Vasalunds IF (III)       |
| 05.08.2015 | Melleruds IF (V)         | 0:5                   | Carlstad United BK (III) |
| 05.08.2015 | Nybro IF (V)             | 3:3 n. V. (3:4 i. E.) | Oskarshamns AIK (III)    |
| 05.08.2015 | Vara SK (V)              | 0:1                   | Norrby IF (III)          |
| 05.08.2015 | Nacka FF (IV)            | 3:1 n. V.             | Huddinge IF (III)        |
| 05.08.2015 | FC Gute (IV)             | 5:0                   | Södertälje FK (III)      |

## 2. Runde
Teilnehmer: Die 32 Sieger der 1. Runde und alle Mannschaften der Allsvenskan 2015 und der Superettan 2015. Die Auslosung fand am 7. August 2015 statt.
| Datum      |                          | Ergebnis              |                          |
| ---------- | ------------------------ | --------------------- | ------------------------ |
| 19.08.2015 | Tenhults IF (IV)         | 2:0                   | Mjällby AIF (II)         |
| 19.08.2015 | Kristianstad FC (III)    | 1:6                   | IFK Göteborg (I)         |
| 19.08.2015 | Husqvarna FF (III)       | 2:3                   | BK Häcken (I)            |
| 19.08.2015 | Oskarshamns AIK (III)    | 0:1                   | Jönköpings Södra IF (II) |
| 19.08.2015 | FC Höllviken (III)       | 0:2                   | Ängelholms FF (II)       |
| 19.08.2015 | IK Brage (III)           | 0:2                   | IK Frej (II)             |
| 19.08.2015 | Team TG FF (IV)          | 0:4                   | Gefle IF (I)             |
| 19.08.2015 | Sollentuna FK (IV)       | 1:2                   | Östersunds FK (II)       |
| 19.08.2015 | Enskede IK (IV)          | 0:4                   | GIF Sundsvall (I)        |
| 19.08.2015 | BKV Norrtälje (IV)       | 0:3                   | Örebro SK (I)            |
| 19.08.2015 | Härnösands FF (IV)       | 1:3                   | Syrianska FC (II)        |
| 19.08.2015 | Örgryte IS (III)         | 0:2 n. V.             | IFK Värnamo (II)         |
| 19.08.2015 | Somaliska UF (VI)        | 0:1                   | IF Elfsborg (I)          |
| 19.08.2015 | FC Trollhättan (IV)      | 4:3 n. V.             | Utsiktens BK (II)        |
| 19.08.2015 | Eskilsminne IF (III)     | 1:2                   | Varbergs BoIS (II)       |
| 19.08.2015 | Hittarps IK (V)          | 0:3                   | Ljungskile SK (II)       |
| 19.08.2015 | FC Gute (IV)             | 2:4 n. V.             | Degerfors IF (II)        |
| 19.08.2015 | Sollentuna FK (IV)       | 1:2                   | Assyriska FF (II)        |
| 19.08.2015 | Ekerö IK (IV)            | 0:6                   | AIK Solna (I)            |
| 19.08.2015 | Nacka FF (IV)            | 1:2                   | IK Sirius (II)           |
| 20.08.2015 | Torstorps IF (VI)        | 1:5                   | Djurgårdens IF (I)       |
| 20.08.2015 | Carlstad United BK (III) | 2:3                   | Hammarby IF (I)          |
| 20.08.2015 | Akropolis IF (III)       | 0:5                   | IFK Norrköping (I)       |
| 20.08.2015 | IF Sylvia (IV)           | 0:3                   | IF Brommapojkarna (II)   |
| 20.08.2015 | Västerås SK (III)        | 3:3 n. V. (3:4 i. E.) | AFC United (II)          |
| 20.08.2015 | Trelleborgs FF (III)     | 1:2                   | Halmstads BK (I)         |
| 20.08.2015 | IS Halmia (III)          | 1:1 n. V. (2:4 i. E.) | Kalmar FF (I)            |
| 20.08.2015 | Norrby IF (III)          | 3:3 n. V. (5:6 i. E.) | GAIS Göteborg (II)       |
| 20.08.2015 | Lunden ÖBK (V)           | 1:8                   | Helsingborgs IF (I)      |
| 20.08.2015 | Assyriska FF (IV)        | 0:4                   | Falkenbergs FF (I)       |
| 26.08.2015 | BK Forward (III)         | 2:1                   | Åtvidabergs FF (I)       |
| 08.11.2015 | Götene IF (V)            | 0:5                   | Malmö FF (I)             |

## Gruppenphase
Für die Gruppenphase waren die 32 Sieger der zweiten Runde qualifiziert. Die Auslosung fand am 26. November 2015 statt. Dabei waren die 16 bestplatzierten Mannschaften der letzten Saison als Gruppenerste und -zweite gesetzt, während die restlichen 16 ihnen zugelost wurden. Die Spiele wurden vom 20. Februar bis zum 6. März 2016 ausgetragen. In der Klammer ist die jeweilige Ligaebene angegeben, in der der Verein in der Saison 2015 spielte.

### Gruppe 1
| Datum      |                     | Ergebnis |                     |
| ---------- | ------------------- | -------- | ------------------- |
| 20.02.2016 | IFK Norrköping      | 4:0      | Östersunds FK       |
| 20.02.2016 | Jönköpings Södra IF | 0:1      | AFC United          |
| 27.02.2016 | AFC United          | 0:1      | IFK Norrköping      |
| 27.02.2016 | Jönköpings Södra IF | 1:0      | Östersunds FK       |
| 06.03.2016 | Östersunds FK       | 3:0      | AFC United          |
| 06.03.2016 | IFK Norrköping      | 1:1      | Jönköpings Södra IF |

| Pl. | Verein                   | Sp. | S | U | N | Tore    | Diff. | Punkte |
| --- | ------------------------ | --- | - | - | - | ------- | ----- | ------ |
| 1.  | IFK Norrköping (I)       | 3   | 2 | 1 | 0 | 006:100 | +5    | 07     |
| 2.  | Jönköpings Södra IF (II) | 3   | 1 | 1 | 1 | 002:200 | ±0    | 04     |
| 3.  | Östersunds FK (II)       | 3   | 1 | 0 | 2 | 003:500 | −2    | 03     |
| 4.  | AFC United (II)          | 3   | 1 | 0 | 2 | 001:400 | −3    | 03     |

### Gruppe 2
| Datum      |              | Ergebnis |              |
| ---------- | ------------ | -------- | ------------ |
| 20.02.2016 | Halmstads BK | 2:0      | IK Frej      |
| 21.02.2016 | IFK Göteborg | 1:1      | Degerfors IF |
| 27.02.2016 | Halmstads BK | 3:0      | Degerfors IF |
| 28.02.2016 | IK Frej      | 1:1      | IFK Göteborg |
| 06.03.2016 | Degerfors IF | 1:1      | IK Frej      |
| 06.03.2016 | IFK Göteborg | 3:0      | Halmstads BK |

| Pl. | Verein            | Sp. | S | U | N | Tore    | Diff. | Punkte |
| --- | ----------------- | --- | - | - | - | ------- | ----- | ------ |
| 1.  | Halmstads BK (II) | 3   | 2 | 0 | 1 | 005:300 | +2    | 06     |
| 2.  | IFK Göteborg (I)  | 3   | 1 | 2 | 0 | 005:200 | +3    | 05     |
| 3.  | IK Frej (II)      | 3   | 0 | 2 | 1 | 002:400 | −2    | 02     |
| 4.  | Degerfors IF (II) | 3   | 0 | 2 | 1 | 002:500 | −3    | 02     |

### Gruppe 3
| Datum      |                | Ergebnis |                |
| ---------- | -------------- | -------- | -------------- |
| 20.02.2016 | AIK Solna      | 2:1      | Varbergs BoIS  |
| 20.02.2016 | Tenhults IF    | 0:2      | Falkenbergs FF |
| 06.03.2016 | Falkenbergs FF | 1:1      | Varbergs BoIS  |
| 27.02.2016 | Tenhults IF    | 0:6      | AIK Solna      |
| 27.02.2016 | Varbergs BoIS  | 1:0      | Tenhults IF    |
| 06.03.2016 | AIK Solna      | 2:1      | Falkenbergs FF |

| Pl. | Verein             | Sp. | S | U | N | Tore    | Diff. | Punkte |
| --- | ------------------ | --- | - | - | - | ------- | ----- | ------ |
| 1.  | AIK Solna (I)      | 3   | 3 | 0 | 0 | 010:200 | +8    | 09     |
| 2.  | Falkenbergs FF (I) | 3   | 1 | 1 | 1 | 004:300 | +1    | 04     |
| 3.  | Varbergs BoIS (I)  | 3   | 1 | 1 | 1 | 003:300 | ±0    | 04     |
| 4.  | Tenhults IF (IV)   | 3   | 0 | 0 | 3 | 000:900 | −9    | 0      |

### Gruppe 4
| Datum      |              | Ergebnis |              |
| ---------- | ------------ | -------- | ------------ |
| 20.02.2016 | Kalmar FF    | 2:1      | IFK Värnamo  |
| 20.02.2016 | IF Elfsborg  | 3:2      | Assyriska FF |
| 27.02.2016 | IFK Värnamo  | 3:3      | IF Elfsborg  |
| 27.02.2016 | Kalmar FF    | 3:1      | Assyriska FF |
| 05.03.2016 | Assyriska FF | 1:0      | IFK Värnamo  |
| 05.03.2016 | IF Elfsborg  | 0:1      | Kalmar FF    |

| Pl. | Verein            | Sp. | S | U | N | Tore    | Diff. | Punkte |
| --- | ----------------- | --- | - | - | - | ------- | ----- | ------ |
| 1.  | Kalmar FF (I)     | 3   | 3 | 0 | 0 | 006:200 | +4    | 09     |
| 2.  | IF Elfsborg (I)   | 3   | 1 | 1 | 1 | 006:600 | ±0    | 04     |
| 3.  | Assyriska FF (II) | 3   | 1 | 0 | 2 | 004:600 | −2    | 03     |
| 4.  | IFK Värnamo (II)  | 3   | 0 | 1 | 2 | 004:600 | −2    | 01     |

### Gruppe 5
| Datum      |               | Ergebnis |               |
| ---------- | ------------- | -------- | ------------- |
| 20.02.2016 | GIF Sundsvall | 1:0      | Ängelholms FF |
| 20.02.2016 | Malmö FF      | 2:1      | IK Sirius     |
| 27.02.2016 | GIF Sundsvall | 0:1      | IK Sirius     |
| 27.02.2016 | Ängelholms F  | 1:4      | Malmö FF      |
| 05.03.2016 | IK Sirius     | 1:1      | Ängelholms FF |
| 05.03.2016 | Malmö FF      | 4:0      | GIF Sundsvall |

| Pl. | Verein             | Sp. | S | U | N | Tore    | Diff. | Punkte |
| --- | ------------------ | --- | - | - | - | ------- | ----- | ------ |
| 1.  | Malmö FF (I)       | 3   | 3 | 0 | 0 | 010:200 | +8    | 09     |
| 2.  | IK Sirius (II)     | 3   | 1 | 1 | 1 | 003:300 | ±0    | 04     |
| 3.  | GIF Sundsvall (I)  | 3   | 1 | 0 | 2 | 001:500 | −4    | 03     |
| 4.  | Ängelholms FF (II) | 3   | 0 | 1 | 2 | 002:600 | −4    | 01     |

### Gruppe 6
| Datum      |                | Ergebnis |                |
| ---------- | -------------- | -------- | -------------- |
| 21.02.2016 | Hammarby IF    | 0:0      | Syrianska FC   |
| 22.02.2016 | Djurgårdens IF | 2:1      | Ljungskile SK  |
| 26.02.2016 | Syrianska FC   | 1:0      | Djurgårdens IF |
| 29.02.2016 | Hammarby IF    | 4:2      | Ljungskile SK  |
| 06.03.2016 | Ljungskile SK  | 0:1      | Syrianska FC   |
| 06.03.2016 | Djurgårdens IF | 1:3      | Hammarby IF    |

| Pl. | Verein             | Sp. | S | U | N | Tore    | Diff. | Punkte |
| --- | ------------------ | --- | - | - | - | ------- | ----- | ------ |
| 1.  | Hammarby IF (I)    | 3   | 2 | 1 | 0 | 007:300 | +4    | 07     |
| 2.  | Syrianska FC (II)  | 3   | 2 | 1 | 0 | 002:000 | +2    | 07     |
| 3.  | Djurgårdens IF (I) | 3   | 1 | 0 | 2 | 003:500 | −2    | 03     |
| 4.  | Ljungskile SK (II) | 3   | 0 | 0 | 3 | 003:700 | −4    | 0      |

### Gruppe 7
| Datum      |                   | Ergebnis |                   |
| ---------- | ----------------- | -------- | ----------------- |
| 20.02.2016 | BK Häcken         | 0:0      | IF Brommapojkarna |
| 20.02.2016 | FC Trollhättan    | 2:1      | Gefle IF          |
| 27.02.2016 | FC Trollhättan    | 2:6      | BK Häcken         |
| 27.02.2016 | Gefle IF          | 4:2      | IF Brommapojkarna |
| 05.03.2016 | IF Brommapojkarna | 1:1      | FC Trollhättan    |
| 05.03.2016 | BK Häcken         | 4:0      | Gefle IF          |

| Pl. | Verein                  | Sp. | S | U | N | Tore    | Diff. | Punkte |
| --- | ----------------------- | --- | - | - | - | ------- | ----- | ------ |
| 1.  | BK Häcken (I)           | 3   | 2 | 1 | 0 | 010:200 | +8    | 07     |
| 2.  | FC Trollhättan (III)    | 3   | 1 | 1 | 1 | 005:800 | −3    | 04     |
| 3.  | Gefle IF (I)            | 3   | 1 | 0 | 2 | 005:800 | −3    | 03     |
| 4.  | IF Brommapojkarna (III) | 3   | 0 | 2 | 1 | 001:300 | −2    | 02     |

### Gruppe 8
| Datum      |                 | Ergebnis |                 |
| ---------- | --------------- | -------- | --------------- |
| 20.02.2016 | Helsingborgs IF | 3:1      | GAIS Göteborg   |
| 21.02.2016 | BK Forward      | 2:2      | Örebro SK       |
| 27.02.2016 | Örebro SK       | 3:1      | GAIS Göteborg   |
| 28.02.2016 | BK Forward      | 0:1      | Helsingborgs IF |
| 05.03.2016 | GAIS Göteborg   | 1:5      | BK Forward      |
| 05.03.2016 | Helsingborgs IF | 1:1      | Örebro SK       |

| Pl. | Verein              | Sp. | S | U | N | Tore    | Diff. | Punkte |
| --- | ------------------- | --- | - | - | - | ------- | ----- | ------ |
| 1.  | Helsingborgs IF (I) | 3   | 2 | 1 | 0 | 005:200 | +3    | 07     |
| 2.  | Örebro SK (I)       | 3   | 1 | 2 | 0 | 006:400 | +2    | 05     |
| 3.  | BK Forward (III)    | 3   | 1 | 1 | 1 | 007:400 | +3    | 04     |
| 4.  | GAIS Göteborg (II)  | 3   | 0 | 0 | 3 | 003:110 | −8    | 0      |

## Finalrunde

### Rangliste der Gruppensieger
| Pl. | Verein              | Sp. | S | U | N | Tore    | Diff. | Punkte |
| --- | ------------------- | --- | - | - | - | ------- | ----- | ------ |
| 1.  | AIK Solna (I)       | 3   | 3 | 0 | 0 | 010:200 | +8    | 09     |
| 2.  | Malmö FF (I)        | 3   | 3 | 0 | 0 | 010:200 | +8    | 09     |
| 3.  | Kalmar FF (I)       | 3   | 3 | 0 | 0 | 006:200 | +4    | 09     |
| 4.  | BK Häcken (I)       | 3   | 2 | 1 | 0 | 010:200 | +8    | 07     |
| 5.  | IFK Norrköping (I)  | 3   | 2 | 1 | 0 | 006:100 | +5    | 07     |
| 6.  | Hammarby IF (I)     | 3   | 2 | 1 | 0 | 007:300 | +4    | 07     |
| 7.  | Helsingborgs IF (I) | 3   | 2 | 1 | 0 | 005:200 | +3    | 07     |
| 8.  | Halmstads BK (II)   | 3   | 2 | 1 | 0 | 005:300 | +2    | 07     |

Platzierungskriterien: 1. Punkte – 2. Tordifferenz – 3. geschossene Tore – 4. Ligaplatzierung

### Viertelfinale
Für das Viertelfinale qualifizierten sich die acht Gruppensieger. Die Auslosung fand am 7. März 2016 statt. Dabei waren die besten vier Gruppensieger gesetzt, während die anderen vier ihnen zugelost wurden. In der Klammer ist die jeweilige Ligaebene angegeben, in der der Verein in der Saison 2015 spielte.
| Datum      |               | Ergebnis              |                     |
| ---------- | ------------- | --------------------- | ------------------- |
| 12.03.2016 | BK Häcken (I) | 1:0                   | Halmstads BK (II)   |
| 13.03.2016 | Malmö FF (I)  | 1:0                   | IFK Norrköping (I)  |
| 13.03.2016 | Kalmar FF (I) | 0:0 n. V. (5:4 i. E.) | Helsingborgs IF (I) |
| 15.03.2016 | AIK Solna (I) | 1:1 n. V. (2:4 i. E.) | Hammarby IF (I)     |

### Halbfinale
Für das Halbfinale qualifizierten sich die vier Sieger des Viertelfinales. Die Auslosung fand gleichzeitig mit der des Viertelfinales am 7. März 2016 statt. In der Klammer ist die jeweilige Ligaebene angegeben, in der der Verein in der Saison 2015 spielte.
| Datum      |                 | Ergebnis |               |
| ---------- | --------------- | -------- | ------------- |
| 19.03.2016 | Kalmar FF (I)   | 2:3      | Malmö FF (I)  |
| 20.03.2016 | Hammarby IF (I) | 2:3      | BK Häcken (I) |

### Finale
| Paarung        | Malmö FF – BK Häcken |
| Ergebnis       | 2:2 n. V. (2:2, 2:0); 5:6 i. E. |
| Datum          | 5. Mai 2016 |
| Stadion        | Swedbank Stadion, Malmö |
| Zuschauer      | 22.302 |
| Schiedsrichter | Andreas Ekberg |
| Tore           | 1:0 Markus Rosenberg (39.) 2:0 Magnus Wolff Eikrem (44.) 2:1 Demba Savage (61.) 2:2 Nasiru Mohammed (66.) Elfmeterschießen: 1:0 Guillermo Molins 1:1 Demba Savage 2:1 Tobias Sana René Makondele (gehalten) 3:1 Jo Inge Berget 3:2 Samuel Gustafson 4:2 Anders Christiansen 4:3 Nasiru Mohammed Erdal Rakip (gehalten) 4:4 Paulinho 5:4 Kári Árnason 5:5 Kari Arkivuo Anton Tinnerholm (gehalten) 5:6 Simon Sandberg |
| Malmö FF       | Johan Sellberg-Wiland – Anton Tinnerholm, Franz Brorsson, Kári Árnason, Pa Konate – Oscar Lewicki, Anders Christiansen, Magnus Wolff Eikrem (79. Tobias Sana), Jo Inge Berget – Vidar Örn Kjartansson (100. Guillermo Molins), Markus Rosenberg (64. Erdal Rakip) Cheftrainer: Allan Kuhn |
| BK Häcken      | Peter Abrahamsson – Simon Sandberg, Emil Wahlström, Jasmin Sudić, Kari Arkivuo – Samuel Gustafson, Mohammed Abubakari (92. René Makondele), Martin Ericsson (62. Paulinho) – Nasiru Mohammed, Alexander Jeremejeff (91. John Owoeri), Demba Savage Cheftrainer: Peter Gerhardsson |
| Gelbe Karten   | Rosenberg (45.+1'), Berget (45.+2'), Sana (117.) – Mohammed (33.), Arkivuo (43.), Jeremejeff (45.), Gustafson (117.) |
| Platzverweise  | Lewicki (51.) – keine |